# Barnebya
Barnebya là một chi thực vật có hoa trong họ Malpighiaceae.

## Loài
Chi Barnebya gồm các loài: